# Jean Gicquel
 (septembre 2020).
Pour les articles homonymes, voir Gicquel.
Jean Gicquel, né le 14 septembre 1937 à Paris, est un juriste français, professeur émérite de droit public à l'université Paris I-Panthéon-Sorbonne, spécialiste du droit constitutionnel et ancien membre du Conseil supérieur de la magistrature. Il est, de juin 2011 à octobre 2012, déontologue de l'Assemblée nationale, chargé de l'examen de possibles conflits d'intérêts des députés. Il est remplacé par Noëlle Lenoir. 

## Carrière universitaire
- 1970 : agrégé de droit public et de science politique
- 1971-1973 : professeur de droit public à l'université de Caen
- 1973-1976 : professeur de droit public à l'université Paris X-Nanterre
- 1976-1981 : professeur de droit public à l'université René Descartes
- 1981-2006 : professeur de droit public à l'université Paris I-Panthéon-Sorbonne et de droit constitutionnel à l'université du Maine, au Mans, et à Laval, antenne délocalisée de celle du Mans
- 1984-1989 : directeur de l'UFR « Droit, administration et secteurs publics »
- 1997-2003 : directeur du Centre de recherches de droit constitutionnel (CRDC)
- Depuis 2006 : professeur émérite à l'université Paris I-Panthéon-Sorbonne
- Missions ponctuelles aux universités de Yaoundé (1971 et 1973), d'Annaba (1976), d'Abidjan (1980), de Rabat (1980), de Tunis (1996, 2004), de Saint-Denis de La Réunion (1979, 1985) et de Fort-de-France (1988, 1990)

## Carrière administrative
- 1977 - 1979 : membre du jury du concours d'entrée à l'École nationale d'administration
- 1983 - 1986 : conseiller du président du Conseil constitutionnel
- 1984 - 2001 : membre du Comité national chargé de la publication des travaux préparatoires de la Ve République
- 1994 - 1998 : membre du Conseil supérieur de la magistrature
- 2002 : président du jury d'agrégation de droit public
- Depuis 2002 : membre de la commission des archives constitutionnelles
- Depuis 2005 : président d'honneur de l'Association française de droit constitutionnel
- Du 15 juin 2011 au 10 octobre 2012 il est le premier déontologue de l'Assemblée nationale, chargé de l'examen de potentiels conflits d'intérêts des députés[1]. Cette nomination fait suite aux conclusions de la commission de réflexion pour la prévention des conflits d’intérêts dans la fonction publique, qui avait suggéré au président de l'Assemblée nationale, Bernard Accoyer, la nomination d'un tel « déontologue »[2]. Le 22 février 2012, il rend un premier rapport au Bureau de l'Assemblée nationale[3]. Il est remplacé le 10 octobre 2012 par Noëlle Lenoir.

## Autres
- 1976 : cofondateur de la revue Pouvoirs, dont il est depuis membre du comité de rédaction
- 1989, 1991, 2007 : membre du jury d'agrégation de droit public du Conseil africain et malgache pour l’enseignement supérieur (CAMES)
- Ex-consultant en droit constitutionnel de nombreux États : Cameroun, Côte d’Ivoire, Gabon, Liban, République centrafricaine, République dominicaine, Roumanie, Russie

## Décorations
- Officier de la Légion d'honneur Il est promu officier par décret du 30 décembre 2016[4]. Il était chevalier du 22 mars 2002.

## Ouvrages publiés
- Droit constitutionnel et institutions politiques, Montchrestien, 1965, nombreuses rééditions augmentées depuis
- Le problème de la réforme de l’État, en France, en 1934, PUF, 1965
- Essai sur la pratique de la Ve République, LGDJ, 1977 (2e édition)
- Chroniques constitutionnelles françaises (1976-1982). D’un septennat à l’autre, en collaboration avec Pierre Avril, PUF, 1983
- Lexique-Droit constitutionnel, en collaboration avec Pierre Avril, PUF, 1986, nombreuses rééditions augmentées depuis
- Droit parlementaire, en collaboration avec Pierre Avril, Montchrestien, 1988, plusieurs rééditions depuis
- Regards croisés sur les Constitutions tunisiennes et françaises, en collaboration avec Rafaâ Ben Achour, Publications de la Sorbonne, 2003
- Lexique de droit constitutionnel, en collaboration avec Pierre Avril, PUF, 2003
- Le Conseil constitutionnel, en collaboration avec Pierre Avril, Montchrestien, 2004
- Dictionnaire de Gaulle, collectif, Robert Laffont, 2006
- Démocratie représentative et défi historique, collectif, Bruylant, 2006
- Le pouvoir exécutif dans le constitutionnalisme des États d'Afrique, en collaboration avec Ismaïla Madior Fall, L'Harmattan, 2008
- Droit constitutionnel et institutions politiques, en collaboration avec Jean-Éric Gicquel, LGDJ, 36 éd. 2022